# 234-es egység
A 234-es egység (eredeti cím: Unit 234) 2024-ben bemutatott amerikai akcióthriller, amelyet Derek Steiner forgatókönyvéből Andy Tennant rendezett. A főbb szerepekben Don Johnson, Isabelle Fuhrman és Jack Huston látható.
Az Egyesült Királyságban 2024. szeptember 30-án, míg az Amerikai Egyesült Államokban 2025. május 9-én mutatták be a mozikban. Magyarországon a HBO Max mutatta be 2025. május 16-án.

## Cselekmény
Egy fiatal lány, Laurie Saltair egyedül dolgozik éjszakai műszakban a családja távoli raktárában. Hamarosan felfedez egy Clayton nevű eszméletlen férfit a 234-es egységbe zárva, aki egy hordágyhoz van láncolva és hiányzik az egyik veséje. Laurie-nak ezután meg kell küzdenie a túlélésért egy könyörtelen bandával szemben, amely Claytont mindenáron vissza akarja szerezni.

## Szereplők
| Szerep         | Színész                 | Magyar hang      |
| -------------- | ----------------------- | ---------------- |
| Laurie Saltair | Isabelle Fuhrman        | Mentes Júlia     |
| Jules          | Don Johnson             | Berzsenyi Zoltán |
| Clayton        | Jack Huston             | Szatory Dávid    |
| Leon           | James DuMont            | Kapácsy Miklós   |
| Doc            | Christopher James Baker | Dolmány Attila   |
| Dante          | Manny Galan             |                  |
| Carlos         | Juvian Marquez          |                  |
| Jordan         | Anirudh Pisharody       | Gacsal Ádám      |
| Marcy          | Jenna Z. Alvarez        | Károlyi Lili     |

### Magyar változat
- Bemondó: Galambos Péter
- Magyar szöveg: Kis János
- Hangmérnök: Halas Péter
- Vágó: Szeredi Áron
- Gyártásvezető: Vigvári Ágnes
- Szinkronrendező: Szalay Csongor
- Produkciós vezető: Jávor Barbara

A szinkront a Direct Dub Studios készítette el.

## A film készítése
A forgatásra a Kajmán-szigeteken került sor 2022 áprilisában. 2022 májusában bejelentették, hogy Jack Huston csatlakozott a film szereplőgárdájához.

## Bemutató
Az Egyesült Királyságban a Signature Entertainment adta ki digitális platformokon 2024. szeptember 30-án. Az Amerikai Egyesült Államokban a Brainstorm Media jelentette meg 2025. május 9-én.